# Afonso Costa
Afonso Augusto da Costa (ur. 6 marca 1871 w Seia, zm. 11 maja 1937 w Paryżu) – portugalski prawnik, naukowiec i republikański polityk.

## Życiorys
Był przywódcą Portugalskiej Partii Republikańskiej i jedną z głównych postaci Portugalskiej Pierwszej Republiki. Był republikańskim deputowanym do Izby Deputowanych podczas ostatnich lat monarchii. Po proklamowaniu republiki, był ministrem sprawiedliwości, w czasie trwania rządu prowincjonalnego Teófilo Bragi (5 października 1910 – 3 września 1911). Podpisał kontrowersyjne akty prawne, które wygnały z Portugalii Jezuitów i zniosły przywileje religijne. Szczególne znaczenie miało Prawo Oddzielenia Kościoła i Państwa. Da Costa stał się symbolem antyklerykalizmu Pierwszej Republiki. Był premierem trzykrotnie. Za pierwszym razem został wezwany przez prezydenta Manuela de Arriaga w celu utworzenia gabinetu, jako lider Partii Republikańsko-Demokratycznej.
Był Przewodniczącym Ministrów (premierem) i ministrem finansów przez rok (9 stycznia 1913 – 9 lutego 1914), w tym czasie udało mu się ustabilizować portugalską gospodarkę. Ponownie objął oba stanowiska i pełnił je od 29 listopada 1915 do 16 marca 1916. Następnym razem pełnił funkcję premiera od 25 kwietnia 1917 do 8 grudnia 1917 w rządzie jedności narodowej, nazywanym „Świętą Unią”, wspierającą wejście Portugalii do I wojny światowej. Po wojskowym przewrocie zorganizowanym przez Sidónio Paisa w grudniu 1917, udał się na emigrację do Paryża, skąd już nie powrócił do ojczyzny na stałe.
Z powodu swego silnego antyklerykalizmu, znany był wśród swych przeciwników jako Mata-Frades (pol. Zabójca zakonników).